# Jin Hanato
Jin Hanato (japanisch 端戸 仁 Hanato Jin; * 31. Mai 1990 in der Präfektur Kanagawa) ist ein ehemaliger japanischer Fußballspieler.

## Karriere
Hanato erlernte das Fußballspielen in der Jugendmannschaft von Yokohama F. Marinos. Seinen ersten Vertrag unterschrieb er 2009 bei Yokohama F. Marinos. Der Verein spielte in der höchsten Liga des Landes, der J1 League. Für den Verein absolvierte er 10 Erstligaspiele. 2012 wurde er an den Zweitligisten Giravanz Kitakyushu ausgeliehen. Für den Verein absolvierte er 39 Ligaspiele. 2013 kehrte er zu Yokohama F. Marinos zurück. 2013 wurde er mit dem Verein japanischer Vizemeister. 2013 gewann er mit dem Verein den Kaiserpokal. Für den Verein absolvierte er 24 Erstligaspiele. 2016 wechselte er zum Ligakonkurrenten Shonan Bellmare. Am Ende der Saison 2016 stieg der Verein in die zweite Liga ab. 2017 wurde er mit dem Verein Meister der zweiten Liga und stieg wieder in die erste Liga auf. Für den Verein absolvierte er 51 Ligaspiele. 2018 gewann er mit dem Verein den J.League Cup. 2019 wechselte er auf Leihbasis zum Zweitligisten Tokyo Verdy. Für Verdy stand er zwanzigmal in der zweiten Liga auf dem Spielfeld. Nach der Ausleihe wurde er von Verdy im Februar 2020 fest unter Vertrag genommen. Im August 2022 wechselte er auf Leihbasis zum Drittligisten Kagoshima United FC. Für den Klub aus Kagoshima bestritt er zehn Drittligaspiele. Nach der Ausleihe wurde Hanato im Februar 2023 fest von Kagoshima unter Vertrag genommen. Am Ende der Saison 2023 wurde er mit Kagoshima Vizemeister und stieg somit in die zweite Liga auf. Am Ende der Saison 2024 belegte er mit Kagoshima den 19. Tabellenplatz und musste somit in die dritte Liga absteigen. Nach dem Abstieg beendete er seine Karriere als Fußballspieler.

## Erfolge
Yokohama F. Marinos
- Japanischer Vizemeister: 2013
- Japanischer Pokalsieger: 2013

Shonan Bellmare
- Japanischer Zweitligameister: 2017
- Japanischer Ligapokalsieger: 2018

Kagoshima United FC
- Japanischer Drittligavizemeister: 2023  ▲